# Valkeinen (sjö i Outokumpu, Norra Karelen)
Valkeinen är en sjö i kommunen Outokumpu i landskapet Norra Karelen i Finland. Den är 3,4 meter djup. Arean är 28 hektar och strandlinjen är 4,85 kilometer lång.  Den  ingår i Vuoksens huvudavrinningsområde.  Sjön ligger omkring 45 kilometer väster om Joensuu och omkring 360 kilometer nordöst om Helsingfors. 
I sjön finns öarna Valkeisen Isosaari och Kutusaaret. Valkeinen ligger söder om Ravijärvi och norr om Iso-Muikku och Pieni-Muikku. 